# Karteria (Schiff, 1825)
Die Karteria (griechisch Καρτερία (f. sg.) = Ausdauer) war das erste dampfbetriebene Schiff, das an Kampfhandlungen beteiligt war. Es wurde 1825 in einer englischen Werft für die griechische Marine zum Einsatz im griechischen Freiheitskampf gebaut. Kapitän der Karteria war der britische Marineoffizier Frank Abney Hastings.
Es wurde von Daniel Brent in der Werft Greenland South Dockyard, Rotherhithe, London gebaut. Es war das erste von sechs Schiffen von Thomas Cochrane, dem Oberbefehlshaber über die griechische Marine, das fertiggestellt wurde.
Das 400-Tonnen-Schiff war als Sloop klassifiziert und die Schaufelräder wurden durch zwei kleine Dampfmaschinen angetrieben. Das Schiff verfügte über vier Masten und konnte auch segeln. Es war mit vier 68-Pfündern bewaffnet, wobei die Geschosse mit einem Ofen zur Rotglut erhitzt und als Brandgeschosse verwendet werden konnten. Allein im Jahre 1827 gab das Schiff 18.000 Salven ab.
Das Schiff wurde 1826 in Griechenland in Dienst gestellt und war das erste Dampfkriegsschiff, das an Kampfhandlungen beteiligt war.  Unter dem Kommando von Frank Abney Hastings erlangte die Karteria bald einen furchterregenden Ruhm. Eine erfolgreiche Operation war zum Beispiel der Angriff auf den Hafen von Itea nahe Salona im Golf von Korinth am 29./30. September 1827, wobei sie neun osmanische Schiffe versenkte.
Die Karteria wurde am 13. August 1831 auf Veranlassung von Admiral Andreas Miaoulis verbrannt, als er sich weigerte, die griechische Flotte an den russischen Admiral Peter Iwanowich Rikord zu übergeben.